# Montreal Arena
Montreal Arena (tudi Westmount Arena) je nekdanja lesena hokejska dvorana v Westmountu, Quebec, Kanada, na St. Catherine Street and Wood Avenue. Bila je ena prvih namenskih dvoran za hokej, odprta leta 1898. Dvorana je predstavljala središče amaterskega in profesionalnega hokeja v Montrealu do leta 1918. Med letoma 1904 in 1909, ter 1911 in 1918 je bila domača dvorana za Montreal Wandererse, med letoma 1911 in 1918 pa tudi za Montreal Canadiense. Dvorana je sprejela 4300 sedečih gledalcev ali 10000 stoječih. 2. januarja 1918 je izbruhnil požar v stroju za izdelavo ledu, dvorana je pogorela do tal. Canadiensi so se preselili v Jubilee Areno, Wanderersi pa so svoj klub razpustili.